# نظرية الاضطراب (ميكانيكا الكم)
في ميكانيكا الكم، نظرية الاضطراب هي مجموعة من مخططات التقريب المتعلقة بشكل مباشر بالاضطراب الرياضي لوصف نظام كمي معقد بمصطلحات نظام أبسط. تكمن الفكرة في البدء بنظام بسيط معروف حله الرياضي، ثم إضافة هاملتوني «مضطرب» يمثل اضطرابًا ضعيفًا للنظام. ولو لم يكن الاضطراب كبيرًا جدًا، فيمكن التعبير عن الكميات الفيزيائية المتنوعة المرتبطة بالنظام المضطرب (مثل مستويات الطاقة وحالات القيمة الذاتية) بوصفها «تصحيحات» لكميات النظام البسيط. ولأن هذه التصحيحات صغيرة مقارنة بحجم الكميات نفسها، يمكن حسابها باستخدام وسائل تقريبية مثل المتسلسلات المقارِبة. يمكن من ثم دراسة النظام المعقد بناءً على معرفة النظام الأبسط. وفي واقع الأمر، فإنها تصف نظامًا معقدًا دون حل باستخدام نظام بسيط له حل.

## الهاملتونيات المتقاربة
نظرية الاضطراب وسيلة هامة لوصف النظم الكمية الحقيقية، لأنه من الواضح أن إيجاد الحل الدقيق لمعادلة شرودنجر لهاملتونيات متوسطة التعقيد أمر صعب للغاية. تعتبر الهاملتونيات التي نعلم حلها الدقيق، مثل ذرة الهيدروجين والهزاز التوافقي الكمي والجسيم في صندوق مثالية للغاية لوصف معظم النظم بشكل كاف. باستخدام نظرية الاضطراب، يمكننا استخدام الحلول المعروفة لهذه الهاملتونيات البسيطة لتوليد حلول لنطاق من النظم الأكثر تعقيدًا.

## تطبيق نظرية الاضطراب
يمكن تطبيق نظرية الاضطراب إذا كانت المشكلة المتناولة لا يمكن حلها تمامًا، لكن يمكن صياغتها عن طريق إضافة مصطلح «صغير» للوصف الرياضي للمشكلة القابلة للحل تمامًا.
على سبيل المثال، عن طريق إضافة جهد كهربي اضطرابي لنموذج ميكانيكا الكم لذرة الهيدروجين، يمكن حساب التغيرات البسيطة في الخطوط الطيفية للهيدروجين التي حدثت بسبب وجود المجال الكهربي (تأثير ستارك). وهذا تقريبي فقط لأن مجموع جهد كولومب مع الجهد الخطي غير مستقر (ليس لديه حالات مقيدة حقيقية) بالرغم من أن زمن النفق (معدل الانحلال) طويل جدًا. يظهر عدم الاستقرار هذا كتوسيع لخطوط الطاقة الطيفية، التي تفشل نظرية الاضطراب في إنتاجها كليَّةً.
ليست التعبيرات التي تقدمها نظرية الاضطراب دقيقة تماما، لكنها يمكن أن تؤدي إلى نتائج دقيقة ما دام معامل التمدد، α مثلًا، صغير للغاية. عادةً ما نعبر عن النتائج من حيث متسلسلة القوى المحدودة في α والتي يبدو أنها تتلاقى مع القيم الدقيقة عند جمعها لترتيب أعلى. لكن بعد ترتيب معين n ~ 1/α، تصبح النتائج أسوأ بشكل متزايد لأن المتسلسلات عادةً ما تكون متباعدة (لكونها متسلسلة مقارِبة).  توجد طرق لتحويلها إلى سلسلة متقاربة، والتي يمكن تقييمها لمعاملات التوسع الكبير، بكفاءة أكبر، عن طريق وسيلة التغيير.
في نظرية الكهروديناميكا الكمية، حيث يعامل التفاعل بين الإلكترون والفوتون باضطراب، وجد أن حسابات العزم المغناطيسي للإلكترون تتوافق مع التجربة إلى 11 منزلة عشرية. في الديناميكا الكهروضوئية ونظريات المجال الكمي الأخرى، تستخدم تقنيات حسابية خاصة المعروفة بمخططات فاينمان في جمع حدود متسلسلة القوى بشكل نظامي.

### الحدود

#### الاضطرابات الكبيرة
تحت بعض الظروف، لا يصح الأخذ بطريقة نظرية الاضطراب. يحدث هذا عندما يكون النظام الذي نريد وصفه لا يمكن أن يوصف عن طريق اضطرابات صغيرة موضوعة على نظام بسيط ما. على سبيل المثال، في الكروموديناميكا الكمية، لا يمكن معالجة تفاعل الكواركات مع مجال الغلوون بطريقة اضطرابية في الطاقات المنخفضة لأن ثابت الاقتران (معامل التمدد) يصبح كبيرًا جدًا.

#### الحالات غير الكظومة
تفشل نظرية الاضطراب كذلك في وصف الحالات المتولدة بطريقة غير كظومة من «النموذج الحر»، بما فيها الحالات المرتبطة، بالإضافة إلى ظواهر جمعية متنوعة مثل السوليتونات. تخيل، على سبيل المثال، أن لدينا نظامًا من الجسيمات الحرة (أي غير المتفاعلة) التي أدخل عليها تآثر انجذاب. اعتمادًا على شكل التآثر، قد يؤدي ذلك إلى إنشاء مجموعة جديدة تمامًا من حالات القيمة الذاتية المتوافقة مع مجموعات الجسيمات المرتبطة ببعضها البعض. يمكن إيجاد مثال على هذا في التوصيل الفائق التقليدي، حيث يؤدي التجاذب الفونوني الحادث بين إلكترونات التوصيل إلى تكوين أزواج إلكترونات مرتبطة معروفة بأزواج كوبر. حين نواجه مثل هذه الأنظمة، يتحول المرء عادةً إلى مخططات تقريب أخرى مثل الطريقة التباينية وتقريب دبليو كي بي. ذلك أنه لا يوجد نظير لجسيم مرتبط في النموذج غير المضطرب ويُنظر إلى طاقة السوليتون عادةً على أنها عكس معامل التمدد. مع ذلك، لو أننا كاملنا على الظواهر السوليتونية، ستكون التصحيحات غير المضطربة في هذه الحالة صغيرة للغاية؛ بترتيب exp(−1/g) or exp(−1/g2) في معامل الاضطراب g. يمكن لنظرية الاضطراب أن ترصد فقط الحلول القريبة من الحل غير المضطرب، حتى لو كانت هناك حلول أخرى لا يصلح لها التمدد المضطرب.

#### حسابات صعبة
قلت حدة مشكلة الأنظمة غير المضطربة إلى حد ما بعد اختراع الحواسيب الحديثة. أصبح من العملي الحصول على حلول عددية غير مضطربة لمشكلات معينة، باستخدام طرق مثل نظرية الكثافة الوظيفية. كانت هذه التطورات ذات فائدة خاصة في مجال كيمياء الكم. كما استُخدمت أجهزة الكمبيوتر لإجراء حسابات نظرية الاضطراب إلى مستويات عالية للغاية من الدقة، والتي ثبتت أهميتها في فيزياء الجسيمات لتوليد نتائج نظرية يمكن مقارنتها مع التجربة.

## نظرية الاضطراب المستقلة عن الزمن
نظرية الاضطراب المستقلة عن الزمن هي أحد نوعين من نظرية الاضطراب، النوع الآخر هو نظرية الاضطراب المعتمدة على الزمن. في نظرية الاضطراب المستقلة عن الزمن، يكون هاملتوني الاضطراب ثابتًا (أي ليس لديه أي اعتماد على الزمن). قُدمت نظرية الاضطراب المستقلة عن الزمن بواسطة إرفين شرودنغر في ورقة بحثية له عام 1926، بعد تقديم نظرياته في ميكانيكا الموجات بوقت قصير. أشار شرودنغر في ورقته إلى عمل سابق للورد ريليه، الذي حقق في الاهتزازات التوافقية في وتر مضطرب من عدم التجانسات الصغيرة. ولهذا غالبًا ما يُشار إلى نظرية الاضطراب هذه كنظرية اضطراب ريليه-شرودنغر.